# Zeche Kaiserstuhl
Die Zeche Kaiserstuhl war ein Steinkohlen-Bergwerk in Dortmund.

## Geschichte
Die Geschichte der Zeche Kaiserstuhl begann 1853 mit dem Abteufen des Schachtes 1 unter dem Namen Zeche Westphalia, denn ursprünglich befand sich die Zeche im Besitz der bergrechtlichen Gewerkschaft Vereinigte Westphalia und wurde erst später, 1899, zum Kern des Bergwerkseigentums der Eisen- und Stahlwerk Hoesch AG.
1952 wurden die Zechen Kaiserstuhl 1 und Kaiserstuhl 2 sowie das Verbundbergwerk Zeche Fürst Leopold / Zeche Baldur in Dorsten aus der Hoesch-AG ausgegliedert und in der „Hoesch Bergwerks AG“ neu zusammengefasst. 1953 wurden die Schachtanlagen Kaiserstuhl 1 und Kaiserstuhl 2 auf der 7. Sohle miteinander verbunden und 1955 auf Kaiserstuhl-Ost ein neuer Förderturm mit Gefäßförderung errichtet. Damit wurde auf der Anlage Kaiserstuhl 2 die gesamte Förderung beider Zechen zu Tage gefördert und aufbereitet.
Im Zuge der 1957 einsetzenden Kohlenkrise erfolgte 1959/1960 eine Teilstilllegung der Zeche Kaiserstuhl. Die endgültige Stilllegung erfolgte trotz überdurchschnittlicher Schichtleistungen am 30. Juni 1966. 1969–70 wurden die Gebäude und Schächte von Kaiserstuhl 1 (West) abgerissen, um für das erste WEZ und Tropamare Platz zu schaffen.
Alle drei Schächte der Zeche Kaiserstuhl 2 (Ost) wurden im Sommer 2004 standfest verfüllt, mit Protegohauben versehen und umzäunt. Gleichzeitig wurden die letzten Reste der Rasenhängebank und des Wagenumlaufs entfernt. Bis dahin waren die Schächte nur locker verfüllt und mit Spundbohlen abgedeckt.

### Kokerei
Auf der Zeche Kaiserstuhl baute Franz Brunck (1837–1895) die weltweit erste großtechnische Benzolgewinnungsanlage aus Koksofengas, aus der später die zur Zeche gehörige Kokerei Kaiserstuhl hervorging und die Hoesch-Benzin GmbH.

### Unglücksfälle
Die Zeche Kaiserstuhl wurde wiederholt von Grubenunglücken heimgesucht. Das schwerste davon war die Schlagwetterexplosion auf Schacht I am 19. August 1893; es starben 62 Bergleute. Am 22. Dezember 1897 ereignete sich auf Kaiserstuhl II erneut eine Schlagwetterexplosion; diesmal starben 20 Bergleute. Die nächste Schlagwetterexplosion mit 8 Todesopfern ereignete sich am 20. Februar 1917, am 8. August 1920 kamen bei einem Seilfahrtunglück 31 Kumpel ums Leben. Durch Kohlenfall auf Kaiserstuhl II starben 3 Bergleute am 6. August 1932 und am 16. Januar 1943 waren durch einen Grubenbrand auf Kaiserstuhl I 28 Todesopfer zu beklagen. Ein Grabmal befindet sich auf dem Ostenfriedhof Dortmund, wo die Opfer bestattet wurden.

## Nachnutzung
Der Betonförderturm auf Kaiserstuhl 2 (Ost), mit dem einer der Schächte überbaut war, wurde Mitte der 1990er Jahre zusammen mit anderen Tagesanlagen des Bergwerks und weiten Teilen der sogenannten „Alten Hütte“ abgerissen, an deren Stelle jetzt eine Feuerbeschichtungsanlage steht. Die verbliebenen Reste der Tagesanlagen, unter anderem Schwarzkaue, Markenkontrolle, Lohnhalle und Verwaltung, wurden im Mai 2006 abgerissen, so z. B. die Schwarzkaue am 17. Mai.

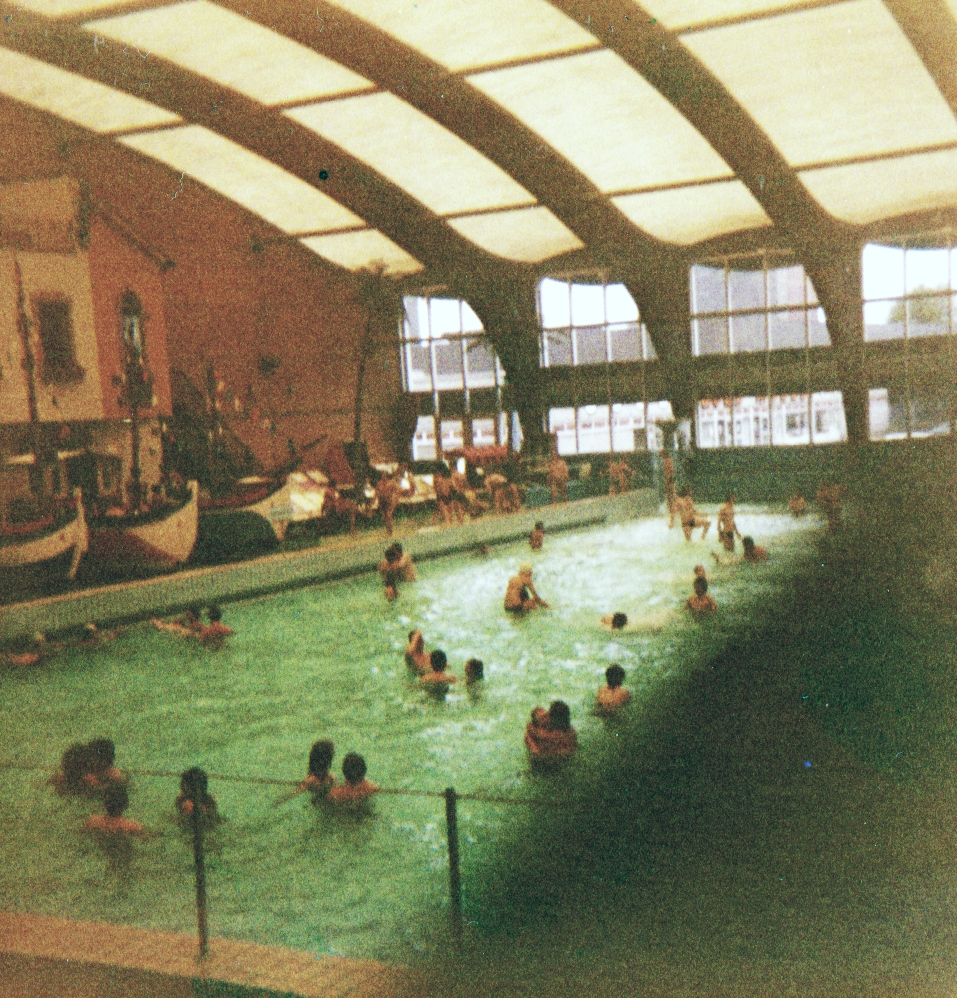
Freizeitbad Tropa Mare

Von 1973 bis etwa 1984 befand sich an der Stelle der Kaue von Kaiserstuhl 1 das Freizeitbad Tropa Mare, das nach einer Chlorfreisetzung geschlossen wurde. Hier befand sich bis zum Jahre 2008 das Westfalen-Einkaufszentrum (WEZ). Es ist mittlerweile abgebrochen und ein neues WEZ an gleicher Stelle wurde 2009 eröffnet.